# Dialecto berlinés
El Dialecto Berlinés o simplemente Dialecto de Berlín es el nombre con el que se identifica el habla del Área metropolitana de Berlín. Se caracteriza por un humor subido de tono, en particular el habla de los barrios ( Kiez) de Berlín se le llama por el nombre de "Hocico Berlinés". El berlinés no es solo un Dialecto, sino más bien una mezcla de muchos diferentes dialectos que han desarrollado la lengua. El desarrollo del berlinés se ha visto afectado en su desarrollo especialmente por el habla del estado de Brandeburgo, originalmente en el Margraviato de Brandeburgo se hablaba Bajo alemán. La expresión más fuerte del bajo alemán es este "nuevo" dialecto del área urbana de Berlín, que presenta nombres, apodos, etc, que no se encuentran fuera de este. El 8 de abril de 2010 se empezó a publicar el periódico B.Z., escrito enteramente en el Dialecto de Berlín.

## Historia
La ciudad de Berlín se ubica en la zona de la Línea de Benrath (contraria a la zona de la Línea Speyer) desde su fundación en el año de 1237 y ha recibido influencia del Bajo alemán y del Alemán central. Con el inicio del 1300 y desde 1500 con la inmigración de flamencos belgas al área del Sacro Imperio Romano Germánico, se reforzó el habla de berlín con el Bajo alemán del este, mostrando cambios importantes en su papel de Argot. El resultado fue una mezcla de diversos dialectos separados del Alemán estándar (Hochdeutsch), con una clara base de alemán medio y un fuerte Sustrato lingüístico del bajo alemán. Solo recientemente este nuevo dialecto se extendió a los alrededores de la campiña, donde se había mantenido hasta entonces el bajo alemán del este. El berlinés tiene algunos paralelismos con el Dialecto de Colonia (Kölnisch), que también se vio afectado por la mezcla de varios dialectos y una fuerte inmigración durante siglos.
Hasta el siglo XVIII fue común como jerga el Dialecto de la Marca de Brandeburgo, pero fue luego compensado con el desplazamiento por el alemán central con una base de Sajón antiguo. Esta evolución lingüística también se vio en otros dialectos del bajo alemán, mezclándose en lenguas Pidgin que se desarrollaban continuamente mediante la vida cotidiana y los negocios. El recién formado dialecto compensado, que era muy similar al berlinés de hoy, se extendió por toda el área del bajo alemán (Se caracteriza por palabras como ick (ich) det (das), wat, doof).